# 포에버 (드라마)
《포에버》(영어: Forever)는 2014년 9월 22일부터 2015년 5월 5일까지 ABC에서 방영한 텔레비전 드라마이다.